# Rudelsburg (Schiff, 1991)
Die Rudelsburg ist ein Fahrgastschiff, das in Bad Kösen liegt und auf der Saale als Linien- und Charterschiff eingesetzt wird.

## Geschichte
Das Schiff wurde 1991 in Aken an der Elbe auf der Schiffswerft Georg Placke für den damaligen Rat der Stadt Naumburg gebaut und besitzt einen auf 35 PS gedrosselten 43-PS-Vierzylinder-Dieselmotor mit 2238 cm³ Hubraum vom Multicar 25 aus dem VEB Motorenwerk Cunewalde. Im Jahr 1992 ging die Rudelsburg in die Bad Kösener Personenschiffahrt und 2015 in die Saaleschifffahrt Bad Kösen über.

## Einsatzgebiet
Das Fahrgastschiff Rudelsburg gehört, wie das Fahrgastschiff Bad Kösen und die Personenfähre Loreley in Bad Kösen, der Stadt Naumburg und kommt über den Betreiber des Schiffs, die Saale Schifffahrt Bad Kösen, auf der Saale als Linien- und Charterschiff zwischen der Kurstadt Bad Kösen und der Rudelsburg zum Einsatz. Primär wird für den Liniendienst die Bad Kösen eingesetzt. Anfang der 2000er Jahre wurde die Strecke stündlich sieben Mal pro Tag befahren. An Samstagen, Sonntagen und an Feiertagen kam bei entsprechendem Fahrgastaufkommen auch die Rudelsburg im Liniendienst zum Einsatz, so dass die Strecke im Halb-Stunden-Rhythmus bis zu 14 Mal täglich befahren wurde. Seit der Saison 2019 und bis heute wurde der Fahrplan von April bis Oktober auf bis zu fünf Fahrten täglich (außer Montags) reduziert.